# Gabriel de L’Aubespine

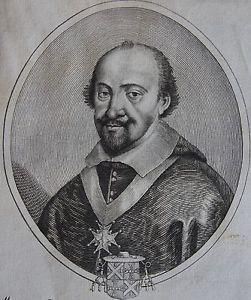
Gabriel de L’Aubespine, Gravur, um 1650

Gabriel de L’Aubespine (* 26. Januar 1579 in Hauterive; † 15. August 1630 in Grenoble) war ein französischer Prälat des 16. und 17. Jahrhunderts.

## Leben
Gabriel de L’Aubespine ist der Sohn von Guillaume de L’Aubespine, Baron von Châteauneuf, und Marie de La Châtre, sowie der Bruder von Charles de L’Aubespine, dem späteren Siegelbewahrer von Frankreich. Er trat in den geistlichen Stand und begann sein Studium in Paris, wo er 1604 seinen Baccalauréat in Theologie machte und socius der Sorbonne wurde.
Er war nominell Subdiakon in Orléans, wurde am 15. März 1604 als Nachfolger seines Bruders Jean de L’Aubespine zum Bischof von Orléans ernannt und am 28. März 1604 ordiniert. Bereits einige Jahre zuvor, um 1600, wurde ein weiterer Bruder, Guillaume de L’Aubespine, sein Nachfolger als Subdiakon. Am 31. Dezember 1619 wurde er von König Ludwig XIII. zum Kommandeur im Orden vom Heiligen Geist ernannt.
Gabriel de L’Aubespine war ein Gelehrter, der von seinen Zeitgenossen wegen seiner Kenntnis der Schriften der Kirchenväter respektiert wurde. Von ihm stammt unter anderem das Werk Veteribus Ecclesiœ Ritibus über die Liturgie, das 1623 in Paris gedruckt wurde.

## Ausgewählte Werke
- Gabrielis Albaspinæi, Episcopi Aurelianensis De veteribus ecclesiasticae ritibus observationes: libri duo … cura Gebhardi Theodori Meiers, Helmstedt 1672
- Gabriel de L’Aubespine, L’ancienne police de l’église sur l’administration de l’Eucharistie : et sur les circonstances de la Messe, Paris 1629
- Gabrielis Albaspinæi, Episcopi Aurelianensis Observationes ecclesiasticae in epitomen redactae et annotatis illustratae a Joanne Georgio Kettembeillio Scholae Gardelegianæ Rectore, Helmstedt 1657